# 埃奇伍德 (馬里蘭州)
埃奇伍德（英語：Edgewood）是位於美國馬里蘭州哈福德縣的一個普查規定居民點。

## 人口
根據2020年美國人口普查的數據，埃奇伍德的面積為44.64平方千米，當中陸地面積為44.30平方千米，而水域面積為0.34平方千米。當地共有人口25713人，而人口密度為每平方千米576.01人。